# 2019-es WEC Fuji 6 órás verseny
| Pályarajz | Pályarajz                 | Pályarajz                                         |
| --------- | ------------------------- | ------------------------------------------------- |
|           |                           |                                                   |
| Győztesek |                           |                                                   |
| Kategória | Csapat                    | Versenyzők                                        |
| LMP1      | #8 Toyota Gazoo Racing    | Sébastien Buemi Brendon Hartley Nakadzsima Kazuki |
| LMP2      | #29 Racing Team Nederland | Nyck de Vries Giedo van der Garde Frits van Eerd  |
| LMGTE Pro | #95 Aston Martin Racing   | Marco Sørensen Nicki Thiim                        |
| LMGTE Am  | #90 TF Sport              | Jonathan Adam Charlie Eastwood Salih Yoluç        |

A 2019-es WEC Fuji 6 órás verseny a Hosszútávú-világbajnokság 2019–20-as szezonjának második futama volt. A fordulót Sébastien Buemi, Brendon Hartley és Nakadzsima Kazuki triója nyerte meg, akik a hibridhajtású Toyota Gazoo Racing csapatának versenyautóját vezették.

## Időmérő
A kategóriák leggyorsabb versenyzői vastaggal vannak kiemelve.
| Poz.  | Kategória | Csapat                      | Átlagidő | Különbség | Rajthely |
| ----- | --------- | --------------------------- | -------- | --------- | -------- |
| 1     | LMP1      | #8 Toyota Gazoo Racing      | 1:25,013 | −         | 1        |
| 2     | LMP1      | #7 Toyota Gazoo Racing      | 1:25,803 | +0,790    | 2        |
| 3     | LMP1      | #1 Rebellion Racing         | 1:26,163 | +1,150    | 3        |
| 4     | LMP1      | #5 Team LNT                 | 1:26,820 | +1,807    | 4        |
| 5     | LMP2      | #37 Jackie Chan DC Racing   | 1:29,302 | +4,289    | 5        |
| 6     | LMP2      | #22 United Autosports       | 1:29,787 | +4,774    | 6        |
| 7     | LMP2      | #38 Jota Sport              | 1:29,792 | +4,779    | 7        |
| 8     | LMP2      | #33 High Class Racing       | 1:30,073 | +5,060    | 8        |
| 9     | LMP2      | #42 Cool Racing             | 1:30,087 | +5,074    | 9        |
| 10    | LMP2      | #36 Signatech Alpine ELF    | 1:30,858 | +5,845    | 10       |
| 11    | LMP2      | #29 Racing Team Nederland   | 1:30,935 | +5,922    | 11       |
| 12    | LMP2      | #47 Cetilar Racing          | 1:31,342 | +6,329    | 12       |
| 13    | LMGTE Pro | #91 Porsche GT Team         | 1:37,356 | +12,343   | 13       |
| 14    | LMGTE Pro | #51 AF Corse                | 1:37,397 | +12,384   | 14       |
| 15    | LMGTE Pro | #95 Aston Martin Racing     | 1:37,466 | +12,453   | 15       |
| 16    | LMGTE Pro | #71 AF Corse                | 1:37,792 | +12,779   | 16       |
| 17    | LMGTE Pro | #97 Aston Martin Racing     | 1:37,820 | +12,807   | 17       |
| 18    | LMGTE Pro | #92 Porsche GT Team         | 1:37,935 | +12,922   | 18       |
| 19    | LMGTE Am  | #90 TF Sport                | 1:38,821 | +13,808   | 19       |
| 20    | LMGTE Am  | #83 AF Corse                | 1:38.850 | +13.837   | 20       |
| 21    | LMGTE Am  | #98 Aston Martin Racing     | 1:38,917 | +13,904   | 21       |
| 22    | LMGTE Am  | #56 Team Project 1          | 1:39,022 | +14,009   | 22       |
| 23    | LMGTE Am  | #88 Dempsey - Proton Racing | 1:39,025 | +14,012   | 23       |
| 24    | LMGTE Am  | #54 AF Corse                | 1:39,291 | +14,278   | 24       |
| 25    | LMGTE Am  | #77 Dempsey - Proton Racing | 1:39,549 | +14,536   | 25       |
| 26    | LMGTE Am  | #86 Gulf Racing             | 1:39,610 | +14,597   | 26       |
| 27    | LMGTE Am  | #70 MR Racing               | 1:39,628 | +14,615   | 27       |
| 28    | LMGTE Am  | #62 Red River Sport         | 1:39,889 | +14,876   | 28       |
| 29[A] | LMP1      | #6 Team LNT                 | 1:25,889 | −         | 29       |
| 30[B] | LMGTE Am  | #57 Team Project 1          | −        | −         | 30       |

Megjegyzések:
- ↑ A:  - A #6-os rajtszámú Team LNT triójának idejét érvénytelenítették, az időmérő edzés előtt történt motor csere végett.[6]
- ↑ B:  - Az #57-es rajtszámú Team Project 1 triójának idejét egy technikai szabálysértés miatt érvénytelenítették.[7]

## Verseny
A résztvevőknek legalább a versenytáv 70%-át (90 kört) teljesíteniük kellett ahhoz, hogy az elért eredményüket értékeljék. A kategóriák leggyorsabb versenyzői vastaggal vannak kiemelve.
| Poz.   | Kategória | #  | Csapat                | Versenyzők                                               | Kasztni                      | Abroncs | Körök | Idő/Kiesés oka |
| Poz.   | Kategória | #  | Csapat                | Versenyzők                                               | Motor                        | Abroncs | Körök | Idő/Kiesés oka |
| ------ | --------- | -- | --------------------- | -------------------------------------------------------- | ---------------------------- | ------- | ----- | -------------- |
| 1      | LMP1      | 8  | Toyota Gazoo Racing   | Sébastien Buemi Nakadzsima Kazuki Brendon Hartley        | Toyota TS050 Hybrid          | M       | 232   | 6:00:30,025    |
| 1      | LMP1      | 8  | Toyota Gazoo Racing   | Sébastien Buemi Nakadzsima Kazuki Brendon Hartley        | Toyota 2.4L Turbo V6         | M       | 232   | 6:00:30,025    |
| 2      | LMP1      | 7  | Toyota Gazoo Racing   | Mike Conway Kobajasi Kamui José María López              | Toyota TS050 Hybrid          | M       | 232   | +33,955        |
| 2      | LMP1      | 7  | Toyota Gazoo Racing   | Mike Conway Kobajasi Kamui José María López              | Toyota 2.4L Turbo V6         | M       | 232   | +33,955        |
| 3      | LMP1      | 1  | Rebellion Racing      | Bruno Senna Gustavo Menezes Norman Nato                  | Rebellion R13                | M       | 230   | +2 kör         |
| 3      | LMP1      | 1  | Rebellion Racing      | Bruno Senna Gustavo Menezes Norman Nato                  | Gibson GL458 4.5 L V8        | M       | 230   | +2 kör         |
| 4      | LMP2      | 29 | Racing Team Nederland | Giedo van der Garde Frits van Eerd Nyck de Vries         | Oreca 07                     | M       | 222   | +10 kör        |
| 4      | LMP2      | 29 | Racing Team Nederland | Giedo van der Garde Frits van Eerd Nyck de Vries         | Gibson GK428 4.2 L V8        | M       | 222   | +10 kör        |
| 5      | LMP2      | 37 | Jackie Chan DC Racing | Ho-Pin Tung Gabriel Aubry Will Stevens                   | Oreca 07                     | G       | 221   | +11 kör        |
| 5      | LMP2      | 37 | Jackie Chan DC Racing | Ho-Pin Tung Gabriel Aubry Will Stevens                   | Gibson GK428 4.2 L V8        | G       | 221   | +11 kör        |
| 6      | LMP2      | 22 | United Autosports     | Filipe Albuquerque Philip Hanson Oliver Jarvis           | Oreca 07                     | M       | 220   | +12 kör        |
| 6      | LMP2      | 22 | United Autosports     | Filipe Albuquerque Philip Hanson Oliver Jarvis           | Gibson GK428 4.2 L V8        | M       | 220   | +12 kör        |
| 7      | LMP2      | 33 | High Class Racing     | Anders Fjordbach Mark Patterson Jamasita Kenta           | Oreca 07                     | G       | 219   | +13 kör        |
| 7      | LMP2      | 33 | High Class Racing     | Anders Fjordbach Mark Patterson Jamasita Kenta           | Gibson GK428 4.2 L V8        | G       | 219   | +13 kör        |
| 8      | LMP2      | 42 | Cool Racing           | Nicolas Lapierre Antonin Borga Alexandre Coigny          | Oreca 07                     | M       | 219   | +13 kör        |
| 8      | LMP2      | 42 | Cool Racing           | Nicolas Lapierre Antonin Borga Alexandre Coigny          | Gibson GK428 4.2 L V8        | M       | 219   | +13 kör        |
| 9      | LMP1      | 6  | Team LNT              | Charlie Robertson Michael Simpson Guy Smith              | Ginetta G60-LT-P1            | M       | 218   | +14 kör        |
| 9      | LMP1      | 6  | Team LNT              | Charlie Robertson Michael Simpson Guy Smith              | AER P60C 2.4 L Turbo V6      | M       | 218   | +14 kör        |
| 10     | LMP2      | 36 | Signatech Alpine ELF  | Thomas Laurent André Negrão Pierre Ragues                | Oreca 07                     | M       | 217   | +15 kör        |
| 10     | LMP2      | 36 | Signatech Alpine ELF  | Thomas Laurent André Negrão Pierre Ragues                | Gibson GK428 4.2 L V8        | M       | 217   | +15 kör        |
| 11     | LMP1      | 5  | Team LNT              | Luca Ghiotto Ben Hanley Jegor Orudzsev                   | Ginetta G60-LT-P1            | M       | 216   | +16 kör        |
| 11     | LMP1      | 5  | Team LNT              | Luca Ghiotto Ben Hanley Jegor Orudzsev                   | AER P60C 2.4 L Turbo V6      | M       | 216   | +16 kör        |
| 12     | LMP2      | 47 | Cetilar Racing        | Andrea Belicchi Roberto Lacorte Giorgio Sernagiotto      | Dallara P217                 | M       | 216   | +16 kör        |
| 12     | LMP2      | 47 | Cetilar Racing        | Andrea Belicchi Roberto Lacorte Giorgio Sernagiotto      | Gibson GK428 4.2 L V8        | M       | 216   | +16 kör        |
| 13     | LMGTE Pro | 95 | Aston Martin Racing   | Marco Sørensen Nicki Thiim                               | Aston Martin Vantage AMR GTE | M       | 211   | +21 kör        |
| 13     | LMGTE Pro | 95 | Aston Martin Racing   | Marco Sørensen Nicki Thiim                               | Aston Martin 4.0L Turbo V8   | M       | 211   | +21 kör        |
| 14     | LMGTE Pro | 92 | Porsche GT Team       | Michael Christensen Kévin Estre                          | Porsche 911 RSR-19           | M       | 210   | +22 kör        |
| 14     | LMGTE Pro | 92 | Porsche GT Team       | Michael Christensen Kévin Estre                          | Porsche 4.2L Flat-Six        | M       | 210   | +22 kör        |
| 15     | LMGTE Pro | 97 | Aston Martin Racing   | Alex Lynn Maxime Martin                                  | Aston Martin Vantage AMR GTE | M       | 210   | +22 kör        |
| 15     | LMGTE Pro | 97 | Aston Martin Racing   | Alex Lynn Maxime Martin                                  | Aston Martin 4.0L Turbo V8   | M       | 210   | +22 kör        |
| 16     | LMGTE Pro | 51 | AF Corse              | James Calado Alessandro Pier Guidi                       | Ferrari 488 GTE EVO          | M       | 210   | +22 kör        |
| 16     | LMGTE Pro | 51 | AF Corse              | James Calado Alessandro Pier Guidi                       | Ferrari 4.0L Turbo V8        | M       | 210   | +22 kör        |
| 17     | LMGTE Pro | 71 | AF Corse              | Davide Rigon Miguel Molina                               | Ferrari 488 GTE EVO          | M       | 209   | +23 kör        |
| 17     | LMGTE Pro | 71 | AF Corse              | Davide Rigon Miguel Molina                               | Ferrari 4.0L Turbo V8        | M       | 209   | +23 kör        |
| 18     | LMGTE Pro | 91 | Porsche GT Team       | Gianmaria Bruni Richard Lietz                            | Porsche 911 RSR-19           | M       | 208   | +24 kör        |
| 18     | LMGTE Pro | 91 | Porsche GT Team       | Gianmaria Bruni Richard Lietz                            | Porsche 4.2L Flat-Six        | M       | 208   | +24 kör        |
| 19     | LMGTE Am  | 90 | TF Sport              | Jonathan Adam Charlie Eastwood Salih Yoluç               | Aston Martin Vantage AMR GTE | M       | 208   | +24 kör        |
| 19     | LMGTE Am  | 90 | TF Sport              | Jonathan Adam Charlie Eastwood Salih Yoluç               | Aston Martin 4.0L Turbo V8   | M       | 208   | +24 kör        |
| 20     | LMGTE Am  | 83 | AF Corse              | Emmanuel Collard Nicklas Nielsen François Perrodo        | Ferrari 488 GTE EVO          | M       | 207   | +25 kör        |
| 20     | LMGTE Am  | 83 | AF Corse              | Emmanuel Collard Nicklas Nielsen François Perrodo        | Ferrari F154CB 4.0L Turbo V8 | M       | 207   | +25 kör        |
| 21     | LMGTE Am  | 57 | Team Project 1        | Jeroen Bleekemolen Felipe Fraga Ben Keating              | Porsche 911 RSR              | M       | 207   | +25 kör        |
| 21     | LMGTE Am  | 57 | Team Project 1        | Jeroen Bleekemolen Felipe Fraga Ben Keating              | Porsche 4.0L Flat 6          | M       | 207   | +25 kör        |
| 22     | LMGTE Am  | 70 | MR Racing             | Olivier Beretta Kozzolino Kei Isikava Motoaki            | Ferrari 488 GTE EVO          | M       | 207   | +25 kör        |
| 22     | LMGTE Am  | 70 | MR Racing             | Olivier Beretta Kozzolino Kei Isikava Motoaki            | Ferrari F154CB 4.0L Turbo V  | M       | 207   | +25 kör        |
| 23     | LMGTE Am  | 77 | Dempsey-Proton Racing | Matt Campbell Riccardo Pera Christian Ried               | Porsche 911 RSR              | M       | 207   | +25 kör        |
| 23     | LMGTE Am  | 77 | Dempsey-Proton Racing | Matt Campbell Riccardo Pera Christian Ried               | Porsche 4.0L Flat 6          | M       | 207   | +25 kör        |
| 24     | LMGTE Am  | 54 | AF Corse              | Francesco Castellacci Giancarlo Fisichella Thomas Flohr  | Ferrari 488 GTE EVO          | M       | 206   | +26 kör        |
| 24     | LMGTE Am  | 54 | AF Corse              | Francesco Castellacci Giancarlo Fisichella Thomas Flohr  | Ferrari 4.0L Turbo V8        | M       | 206   | +26 kör        |
| 25     | LMGTE Am  | 56 | Team Project 1        | Matteo Cairoli David Heinemeier Hansson Egidio Perfetti  | Porsche 911 RSR              | M       | 206   | +26 kör        |
| 25     | LMGTE Am  | 56 | Team Project 1        | Matteo Cairoli David Heinemeier Hansson Egidio Perfetti  | Porsche 4.0L Flat 6          | M       | 206   | +26 kör        |
| 26     | LMGTE Am  | 86 | Gulf Racing           | Ben Barker Michael Wainwright Andrew Watson              | Porsche 911 RSR              | M       | 204   | +28 kör        |
| 26     | LMGTE Am  | 86 | Gulf Racing           | Ben Barker Michael Wainwright Andrew Watson              | Porsche 4.0L Flat 6          | M       | 204   | +28 kör        |
| 27     | LMGTE Am  | 88 | Dempsey-Proton Racing | Thomas Preining Adrien de Leener Hosino Satosi           | Porsche 911 RSR              | M       | 198   | +34 kör        |
| 27     | LMGTE Am  | 88 | Dempsey-Proton Racing | Thomas Preining Adrien de Leener Hosino Satosi           | Porsche 4.0L Flat 6          | M       | 198   | +34 kör        |
| 28     | LMGTE Am  | 62 | Red River Sport       | Bonamy Grimes Charles Hollings Johnny Mowlem             | Ferrari 488 GTE EVO          | M       | 197   | +35 kör        |
| 28     | LMGTE Am  | 62 | Red River Sport       | Bonamy Grimes Charles Hollings Johnny Mowlem             | Ferrari 4.0L Turbo V8        | M       | 197   | +35 kör        |
| 30     | LMGTE Am  | 98 | Aston Martin Racing   | Paul Dalla Lana Ross Gunn Darren Turner                  | Aston Martin Vantage AMR GTE | M       | 186   | +46 kör        |
| 30     | LMGTE Am  | 98 | Aston Martin Racing   | Paul Dalla Lana Ross Gunn Darren Turner                  | Aston Martin 4.0L Turbo V8   | M       | 186   | +46 kör        |
| Kiz[C] | LMP2      | 38 | Jota Sport            | António Félix da Costa Roberto González Anthony Davidson | Oreca 07                     | G       | 222   | +10 kör        |
| Kiz[C] | LMP2      | 38 | Jota Sport            | António Félix da Costa Roberto González Anthony Davidson | Gibson GK428 4.2 L V8        | G       | 222   | +10 kör        |

Megjegyzés:
- ↑ C: : Az #38-as rajtszámú Jota Sport triója eredetileg a 2. helyen végzett, azonban egy technikai szabálysértés miatt kizárták a versenyzőket.[9]

## A világbajnokság állása a verseny után
LMP1 (Teljes táblázat)
| H  | Versenyzők                                        | Pont | H  | Konstruktőrök       | Pont |
| -- | ------------------------------------------------- | ---- | -- | ------------------- | ---- |
| 1. | Mike Conway Kobajasi Kamui José María López       | 44   | 1. | Toyota Gazoo Racing | 52   |
| 2. | Sébastien Buemi Nakadzsima Kazuki Brendon Hartley | 44   | 2. | Team LNT            | 17   |
| 3. | Bruno Senna Gustavo Menezes Norman Nato           | 17   | 3. | Rebellion Racing    | 17   |
| 4. | Ben Hanley Jegor Orudzsev                         | 15,5 |    |                     |      |
| 5. | Oliver Jarvis                                     | 8    |    |                     |      |

LMP2 (Teljes táblázat)
| H  | Versenyzők                                | Pont | H  | Konstruktőrök         | Pont |
| -- | ----------------------------------------- | ---- | -- | --------------------- | ---- |
| 1. | Giedo van der Garde Frits van Eerd        | 41   | 1. | Racing Team Nederland | 41   |
| 2. | Nicolas Lapierre Antonin Borga            | 35   | 2. | Cool Racing           | 35   |
| 3. | Ho-Pin Tung Gabriel Aubry Will Stevens    | 31   | 3. | Jackie Chan DC Racing | 31   |
| 4. | Thomas Laurent André Negrão Pierre Ragues | 26   | 4. | Signatech Alpine Elf  | 26   |
| 5. | Nyck de Vries                             | 25   | 5. | High Class Racing     | 18   |

LMGTE Pro (Teljes táblázat)
| H  | Versenyzők                         | Pont | H  | Konstruktőrök | Pont |
| -- | ---------------------------------- | ---- | -- | ------------- | ---- |
| 1. | Michael Christensen Kévin Estre    | 36   | 1. | Porsche       | 70   |
| 2. | Marco Sørensen Nicki Thiim         | 35   | 2. | Aston Martin  | 65   |
| 3. | Gianmaria Bruni Richard Lietz      | 34   | 3. | Ferrari       | 43   |
| 4. | Alex Lynn Maxime Martin            | 30   |    |               |      |
| 5. | James Calado Alessandro Pier Guidi | 25   |    |               |      |

LMGTE Am (Teljes táblázat)
| H  | Versenyzők                                        | Pont | H  | Konstruktőrök         | Pont |
| -- | ------------------------------------------------- | ---- | -- | --------------------- | ---- |
| 1. | Emmanuel Collard Nicklas Nielsen François Perrodo | 43   | 1. | AF Corse              | 43   |
| 2. | Jonathan Adam Charlie Eastwood Salih Yoluç        | 33   | 2. | TF Sport              | 33   |
| 3. | Olivier Beretta Kozzolino Kei Isikava Motoaki     | 27   | 3. | MR Racing             | 27   |
| 4. | Matt Campbell Riccardo Pera Christian Ried        | 20   | 4. | Dempsey-Proton Racing | 20   |
| 5. | Paul Dalla Lana Ross Gunn Darren Turner           | 18,5 | 5. | Aston Martin Racing   | 18,5 |

- Jegyzet: Csak az első 5 helyezett van feltüntetve minden táblázatban.